# Estado de Hartle-Hawking
Na física teórica, o estado Hartle-Hawking (em homenagem a James Hartle e Stephen Hawking ) é uma proposta relativa ao estado do Universo anterior ao tempo de Planck .
Hartle e Hawking sugerem que se pudéssemos voltar no tempo em direção ao início do Universo, notaríamos que bem perto do que poderia ter sido o início, o tempo dá lugar ao espaço de tal forma que a princípio só havia espaço e nenhum tempo. De acordo com a proposta de Hartle-Hawking, o Universo não tem origem como nós o entenderíamos: o Universo era uma singularidade tanto no espaço quanto no tempo, pré-Big Bang . No entanto, Hawking afirma "... o universo não existiu para sempre. Em vez disso, o universo, e o próprio tempo, tiveram um início no Big Bang, cerca de 15 bilhões de anos atrás. ", Mas o modelo de Hartle-Hawking não é do Universo de estado estacionário de Hoyle; ele simplesmente não tem limites iniciais no tempo ou espaço.